# Linzipar Lake
Der Linzipar Lake (englisch; bulgarisch езеро Линзипар esero Linsipar) ist ein in nordwest-südöstlicher Ausrichtung 295 m langer, 200 m breiter und 4 Hektar großer See auf der Livingston-Insel im Archipel der Südlichen Shetlandinseln. Er liegt 3,28 km nordöstlich des Elephant Point und 4 km westlich bis südlich des Hetty Rock an der Basis des Bond Point. Von der Kavarna Cove trennt ihn ein 13 bis 35 m breiter Landstreifen.
Die bulgarische Kommission für Antarktische Geographische Namen benannte ihn 2020 nach dem thrakischen Namen eines Hügels in Nordbulgarien.